# Hoya ischnopus
Hoya ischnopus är en oleanderväxtart som beskrevs av Rudolf Schlechter. Hoya ischnopus ingår i släktet Hoya och familjen oleanderväxter. Inga underarter finns listade i Catalogue of Life.